# Gerd Sutter
Gerd Sutter (* 31. Mai 1962 in Kaiserslautern; † 31. Oktober 2023) war ein deutscher Veterinärmediziner und Virologe. Er war Hochschullehrer an der Ludwig-Maximilians-Universität München (LMU).

## Leben
Sutter studierte 1981 bis 1988 Veterinärmedizin an der LMU und wurde dort 1990 in Veterinärmedizin promoviert (Dr. med. vet.) mit der Dissertation Das Genom des Vacciniavirusstammes Ankara und seine Änderung während der Attenuierung. Als Post-Doktorand war er von 1990 bis 1993 am Labor für Virologie des National Institute of Allergy and Infectious Diseases (NIAID) in Bethesda/Maryland bei Bernard Moss. 1996 wurde er Fachtierarzt für Veterinär-Mikrobiologie und Virologie und 1999 habilitierte er sich an der LMU in Virologie. Von 1994 bis 2003 war er Gruppenleiter in der virologischen Forschung am Helmholtz Zentrum München. 2003 wurde er Direktor und Professor in der Abteilung Virologie des Paul-Ehrlich-Instituts in Langen. 2009 wurde er ordentlicher Professor für Virologie an der Tierärztlichen Fakultät der LMU.
Er verstarb am 31. Oktober 2023.

## Wirken
Sein Hauptforschungsgebiet war die Impfstoffentwicklung mit dem Modified-Vaccinia-Ankara-Virus (MVA) – einem harmlosen Pockenvirus – als Vektor und die Verhinderung von zoonotischen und durch Übersprung von anderen Tierarten neu in Entstehung begriffenen Epidemien (z. B. Vogelgrippe, MERS-CoV, West-Nil-Virus, Orthopoxvirus). In diesem Zusammenhang warnte er: „Wenn der Fleischkonsum über Rind, Schwein und Huhn hinausgeht, […] werden die Kontaktzonen von Wildtieren und Menschen zahlreicher.“
In diesem Zusammenhang untersuchte er, wie Pockenviren und andere Viren der Immunantwort (Angeborene Immunantwort, Adaptive Immunantwort) des Menschen entgehen bzw. sich an diese anpassen. So untersuchte er auch die Mechanismen der Immunantwort in Maus-Modellen von Pockenviren.
1992 erstbeschrieb er mit Bernard Moss MVA als Vektorvirus für die Expression fremder Gene; zuvor war er 1991 an der Kartierung von dessen Genom beteiligt, was auch Gegenstand seiner Dissertation in München war. MVA wurde danach vielfach für Vektorimpfstoffe benutzt, was zuerst in einer weiteren Arbeit von Sutter mit B. Moss et al. 1994 beschrieben wurde. Sutter verwendete MVA für die Entwicklung eines Impfstoffs gegen MERS, eine Coronavirus-Erkrankung von Kamelen, die aber auch auf den Menschen überspringt und besonders im Nahen Osten ein großes Problem darstellte. 2015 wurden klinische Studien am Menschen angekündigt und 2020 durch das Universitätskrankenhaus Eppendorf und das Deutsche Zentrum für Infektionsforschung (DZIF) durchgeführt (Impfstoff MVA-Mers-S, Phase-I-Studie), wobei sich eine gute Verträglichkeit und bei 87 % eine anhaltende Immunantwort sowohl bezüglich Antikörpern als auch T-Zellen zeigte. Der Impfstoff wurde in Zusammenarbeit mit dem Erasmus Medical Center in Rotterdam und der Philipps-Universität Marburg entwickelt. Eine Phase-1b-Studie wurde 2020 angekündigt, ebenso auch Arbeiten an einem Impfstoff gegen SARS-CoV-2 auf MVA-Basis (mit dessen Spike-Protein als eingebautem Fremdgen). Präklinische Studien zum SARS-Cov-2-Impfstoff wurden 2021 veröffentlicht.

## Ehrungen, Herausgeberschaft
2005 war er Banbury Lecturer am Cold Spring Harbor Laboratory (Pathogenesis and early events in viral infection). Seit 2011 war er im wissenschaftlichen Beratungsgremium des Friedrich-Loeffler-Instituts, und 2010 war er im internationalen Expertengremium, das die Pockenforschung (Programm AGIES) der WHO in deren Auftrag begutachtete. Seit 2012 war er leitender Wissenschaftler (Principal Researcher) am Deutschen Zentrum für Infektionsforschung. 2021 wurde er Ehrendoktor der Tierärztlichen Hochschule Hannover mit Lothar H. Wieler und Christian Drosten für Leistungen im Rahmen des One-Health-Ansatzes (ganzheitliche Sicht der Verbindung der Gesundheit von Mensch, Tier und Umwelt) insbesondere während der Corona-Pandemie (Laudatio).
Seit 2009 war er im Herausgebergremium der Zeitschriften Virology und Journal of Virology.

## Schriften (Auswahl)
- G. Sutter, B. Moss: Nonreplicating vaccinia vector efficiently expresses recombinant genes, PNAS USA, Band 89, 1992, S. 10847–10851.
- mit M. Kremer u. a.: Critical role of perforin-dependent CD8+ T cell immunity for rapid protective vaccination in a murine model for human smallpox. PLoS Pathog., 2012, 8:e1002557.
- mit F. Song u. a.: Middle East Respiratory Syndrome Coronavirus (MERS-CoV) spike protein delivered by Modified Vaccinia Virus Ankara (MVA) efficiently induces virus-neutralizing antibodies, J. Virol., Band 87, 2013, S. 11950–11954.
- A. Volz, M. Langenmayer, S. Jany, U. Kalinke, B. Sutter: Rapid expansion of CD8+ T cells in wildtype and type I interferon receptor deficient mice correlates with protection after low-dose emergency immunization with Modified Vaccinia virus Ankara, J. Virol., Band 88, 2014, S. 10946–10957.
- mit J. H. C. M. Kreijtz, Guus Rimmelzwaan, A. D. M. E. Osterhaus u. a.: Safety and immunogenicity of a modified-vaccinia-virus-Ankara-based influeza A H5N1 vaccine: a randomised, double-blind phase 1/2a clinical trial. Lancet Infect. Dis, Band 14, 2014, S. 1196–1207.
- mit A. Volz u. a.: Protective efficacy of recombinant Modified Vaccinia virus Ankara delivering Middle East respiratory syndrome coronavirus spike glycoprotein, J. Virol., Band 89, 2015, S. 8651–8656.
- mit B. Haagmans, A. Osterhaus u. a.: An orthopox-virus-based vaccine reduces virus excretion after MERS-CoV infection in dromedary camels, Science, Band 351, 2016, S. 77–81.